# 片瀨山站
片瀨山站（日语：／ Kataseyama eki */?）是位於神奈川縣鎌倉市西鎌倉的湘南單軌電車江之島線車站。

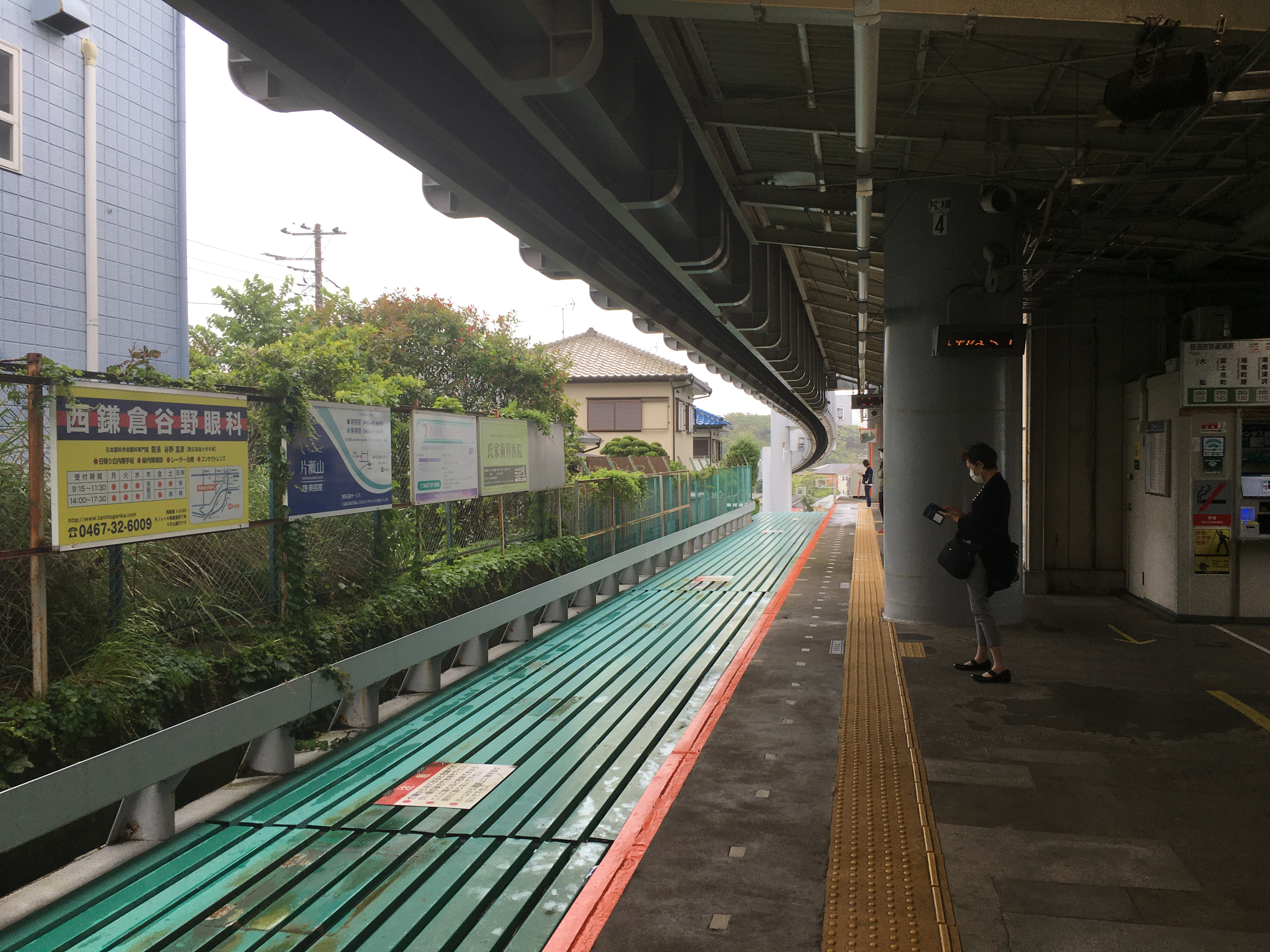
月台（2021年5月）

## 車站結構
本站為側式月台1面1線的地面車站。

## 使用情況
近年1日平均上車人次推移如下表。
| 年度   | 1日平均 上車人次 |
| ------ | ---------------- |
| 1998年 | 1,949            |
| 1999年 | 1,937            |
| 2000年 | 1,882            |
| 2001年 | 1,842            |
| 2002年 | 1,797            |
| 2003年 | 1,838            |
| 2004年 | 1,816            |
| 2005年 | 1,847            |
| 2006年 | 1,873            |
| 2007年 | 1,881            |
| 2008年 | 1,846            |

## 歴史
- 1971年（昭和46年）7月1日 開業。

## 相鄰車站
湘南單軌電車
■江之島線
西鎌倉（SMR5）－片瀨山（SMR6）－目白山下（SMR7）

## 外部連結
- 湘南單軌電車 車站資訊 （页面存档备份，存于）